# Kneippova lázeň
Kneippova lázeň je vodoléčebnou otužovací procedurou, která též zrychluje metabolismus. Podstatou Kneippovy lázně je ochlazování a ohřívání nohou s použitím vody. Klasická lázeň sestává ze dvou chodníků, které jsou vydlážděny oblázky. V jednom je teplá voda okolo 40 °C, ve druhém studená voda. Napřed se nohy zahřejí, pak se zchlazují. Takto se to opakuje několikrát za sebou. Pokud není k dispozici teplá voda, nohy se zahřívají zdviháním do výšky v sedě či leže.
Kneippova lázeň nese své jméno po svém objeviteli německém faráři a léčiteli Sebastianu Kneippovi (1821–1897).